# Angara 1.2PP
Nosič Angara 1.2PP (Rusky:Ангара 1.2 первый полет; myšleno Angara 1.2 první let) byla verze ruského nosiče Angara určená pro úvodní let. Tento let byl 9. července 2014 úspěšně proveden.

## Popis nosiče
Unikátní konfigurace složená z částí pocházejících z nosičů Angara 1.2 a Angara A5, suborbitální mise poskytující letové testy oběma novým stupňům vyvinutých pro raketu před jejím rutinním používáním.
Oproti těžkým verzím, jako jsou Angara 3 a Angara 5, mají verze nosičů Angara 1.2 osazena křidélka pro řízení rotace kolem podélné osy (spin). Toto je důležité například proto, aby dodávka paliva byla plynulá a bylo využito všechno palivo. Problémy vzniklé takovouto neplánovanou rotací okolo podélné osy byly příčinou problémů rané verze nosiče Ariane 5 (druhý let).

## Souvislosti
Angara je první nový nosič vyvinutý Ruskem od konce Sovětského svazu. Je určený pro nahrazení několika starších nosičů zahrnujících Proton-M, Zenit a Rokot, jako i zajistit Rusku nezávislý přístup na geosynchronní dráhu z kosmodromu Pleseck. Vývoj nosiče Angara byl zahájen v roce 1992.
Nosič Angara 1.2PP představují dva Univerzální raketové moduly, za prvé URM-1 prvního stupně a za druhé URM-2 druhého stupně. Ačkoli šlo o první plnou, letovou vezi nosiče Angara, tři modifikované stupně URM-1 byly předtím použity v letech Naro-1; společného projektu Ruska a Jižní Koreje. Byl to také první let plnohodnotného motoru RD-191; Naro byl vypouštěn za použití slabší varianty RD-191, motoru RD-151. Tento let byl první také pro URM-2, i když motor RD-0124A je téměř shodný s motorem RD-0124 používaném v nosičích Sojuz 2.1b a Sojuz 2.1v.
Konfigurace použitá pro let nosiče Angara 1.2PP, byla unikátní pro tuto misi. Orbitální lety tohoto druhého stupně URM-2 budou používány pouze spolu s nosičem Angara A5, který bude mít čtyři další boostery URM-1 pro poskytnutí přídavného tahu. Běžné nosiče Angara 1.2 budou používat modifikovaný stupeň Blok-I který je také používaný nosiči Sojuz 2.1b a Sojuz 2.1v.

## Let
Angara 1.2PP byla vypuštěna ve 12:00 UTC (16:00 místního času) 9. července 2014. Letěla z vypouštěcího zařízení Site 35/1 na kosmodromu Pleseck východní suborbitální trajektorií přes severní Rusko a Barentsovo moře na 5700 kilometrů vzdálený zkušební polygon Kura, kde 22 minut trvající let ukončil dopadem do plánované oblasti. Lety z Plesecka na polygon Kura jsou také používané pro ruské testy vojenských raket, protože tato dráha umožňuje sledování raket po celou dobu jejich letu. Krátce po letu ruská armáda potvrdila, že let proběhl úspěšně.
Dřívější pokus o vypuštění tohoto nosiče byl proveden 27. června; přesto, tento let byl stornován v posledních chvílích odpočítávání. Tento let, který byl plánován na 11:15, byl odvolán 79 vteřin před startem, po problémech s čerpadlem způsobených ztrátou tlaku okysličovadla. Tento nosič byl následně odstraněn z vypouštěcího zařízení a vrácen do svého hangáru na opravu.

## Galerie

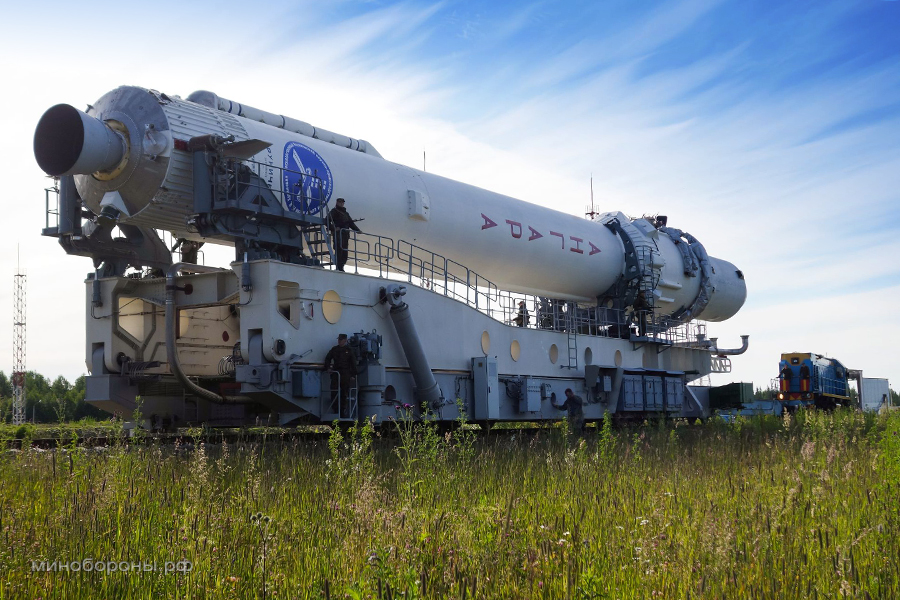
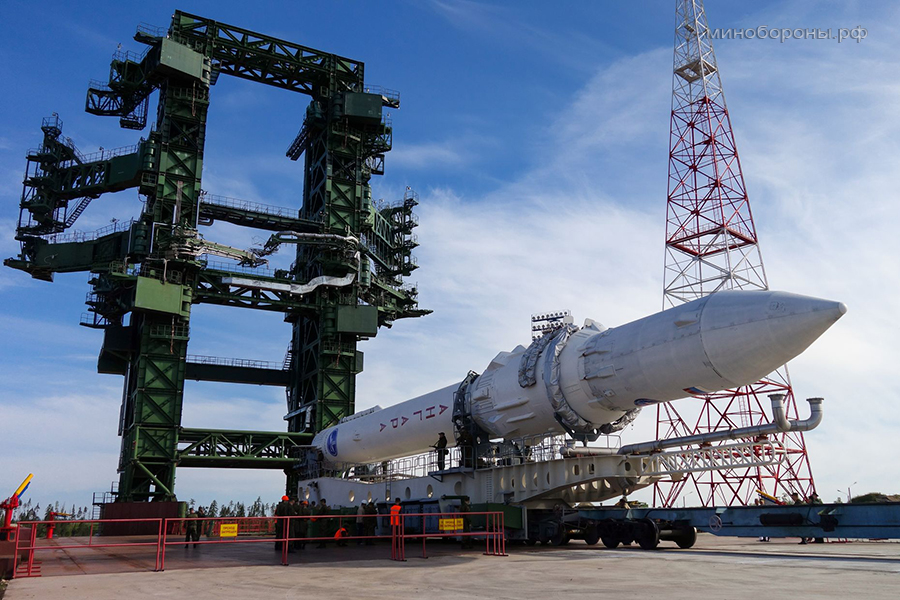
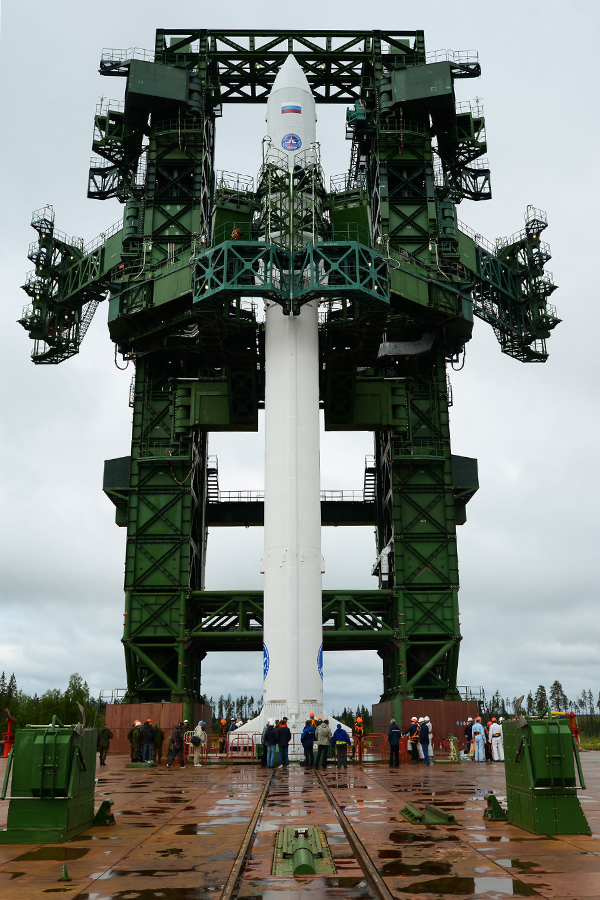